# رضا صفایی (کارگردان)
رضا صفایی (زاده ۱ اردیبهشت ۱۳۱۶ – درگذشته ۲۳ بهمن ۱۳۹۷) کارگردان، فیلم‌نامه‌نویس، تهیه‌کننده، تدوین‌گر و بازیگر اهل ایران بود.
وی در طول فعالیت‌های هنری خود، کارگردانی ۵۳ فیلم سینمایی را در کارنامه خود دارد که از این نظر میان کارگردانان ایرانی رکوردشکن است. او به عنوان پرکارترین کارگردان کل تاریخ سینمای ایران شناخته می‌شود. لازم‌به‌ذکر است گه ۵۲ عنوان از فیلم‌هاش را در فاصله سال‌های ۱۳۴۲ تا ۱۳۵۷ کارگردانی کرده‌ است و فقط یک فیلم (قیام) را بعد از انقلاب در سال ۱۳۵۹ ساخته است.
بیشتر فیلم‌های او در رده فیلمفارسی دسته‌بندی می‌شوند. سرعت فیلم‌سازی او به اندازه‌ای بود که گفته می‌شود او لوطی قرن بیستم را در ۹ روز فیلم‌برداری کرد و عنوان سریع‌ترین کارگردان سینمای ایران را از آن خود کرد.

## درگذشت
رضا صفایی در روز دوشنبه ۲۲ بهمن ۱۳۹۷ بعد از گذراندن یک دوره ابتلا به بیماری سرطان درگذشت.

## هنرشناسی

رضا صفایی اولین نفر پایین نردبان - پشت صحنه معشوقه

### بازیگر
- معشوقه (۱۳۵۲)
- ترس و تاریکی (۱۳۴۲)
- خشم و فریاد (۱۳۴۲)

### کارگردان

#### سینما
- قیام (۱۳۵۹)
- زرخرید (۱۳۵۷)
- رفاقت (۱۳۵۶)
- عشق و خشونت (۱۳۵۶)
- فقط آقا مهدی می‌تونه (۱۳۵۶)
- مرد خدا (۱۳۵۶)
- یکی خوش‌صدا یکی خوش‌دست (۱۳۵۶)
- جاهل و رقاصه (۱۳۵۵)
- رامشگر (۱۳۵۵)
- قادر (۱۳۵۵)
- تیرانداز (۱۳۵۴)
- جنجال (۱۳۵۴)
- عبور از مرز زندگی (۱۳۵۴)
- بنده خدا (۱۳۵۳)
- جوجه فکلی (۱۳۵۳)
- حسین آژدان (۱۳۵۳)
- گلنسا در پاریس (۱۳۵۳)
- بیگانه (۱۳۵۲)
- جعفر جنی و محبوبه‌اش (۱۳۵۲)
- قربون زن ایرونی (۱۳۵۲)
- معشوقه (۱۳۵۲)
- اعجوبه‌ها (۱۳۵۱)
- علی سورچی (۱۳۵۱)
- فاتح دل‌ها (۱۳۵۱)
- فرار از زندگی (۱۳۵۱)
- قایقرانان (۱۳۵۱)
- میخک سفید (۱۳۵۱)
- آتشپاره شهر (۱۳۵۰)
- بده در راه خدا (۱۳۵۰)
- زیر بازارچه (۱۳۵۰)
- مردافکن (۱۳۵۰)
- حسن فرفره (۱۳۴۹)
- زیبای جیب‌بر (۱۳۴۹)
- پا تو کفش من نکن (۱۳۴۸)
- پسران قارون (۱۳۴۸)
- تعطیلات داش اسمال (۱۳۴۸)
- جدایی (۱۳۴۸)
- عشق کولی (۱۳۴۸)
- شعله‌های خشم (۱۳۴۷)
- لوطی قرن بیستم (۱۳۴۷)
- حقه‌بازان (۱۳۴۶)
- یکه‌بزن (۱۳۴۶)
- شوخی نکن دلخور می‌شم (۱۳۴۵)
- قفس طلایی (۱۳۴۵)
- کابوس (۱۳۴۵)
- مقصر پدرم بود (۱۳۴۵)
- پاسداران دریا (۱۳۴۴)
- تعقیب خطرناک (۱۳۴۳)
- جهنم زیر پای من (۱۳۴۳)
- شکوفه‌های امید (۱۳۴۳)
- پرتگاه مخوف (۱۳۴۲)
- خشم و فریاد (۱۳۴۲)
- زنگ‌های خطر (۱۳۴۲)

#### تلویزیون
- آتیه (۱۳۷۴)

### نویسنده
- زرخرید (۱۳۵۷)
- رامشگر (۱۳۵۵)
- عبور از مرز زندگی (۱۳۵۴)
- قایقرانان (۱۳۵۱)
- آتشپاره شهر (۱۳۵۰)
- شعله‌های خشم (۱۳۴۷)
- حقه بازان (۱۳۴۶)
- یکه‌بزن (۱۳۴۶)
- قفس طلائی (۱۳۴۵)
- تعقیب خطرناک (۱۳۴۳)
- جهنم زیر پای من (۱۳۴۳)
- پرتگاه مخوف (۱۳۴۲)
- خشم و فریاد (۱۳۴۲)
- زنگ‌های خطر (۱۳۴۲)

### تهیه‌کننده
- قیام (۱۳۵۹)
- زرخرید (۱۳۵۷)
- رفاقت (۱۳۵۶)
- فقط آقا مهدی میتونه (۱۳۵۶)
- مرد خدا (۱۳۵۶)
- جاهل و رقاصه (۱۳۵۵)
- رامشگر (۱۳۵۵)
- حسین آژدان (۱۳۵۳)
- شعله‌های خشم (۱۳۴۷)
- حقه‌بازان (۱۳۴۶)
- یکه‌بزن (۱۳۴۶)
- تعقیب خطرناک (۱۳۴۳)
- پرتگاه مخوف (۱۳۴۲)
- خشم و فریاد (۱۳۴۲)

### تدوین
- رفاقت (۱۳۵۶)
- فقط آقا مهدی میتونه (۱۳۵۶)
- مرد خدا (۱۳۵۶)
- یکی خوش صدا یکی خوش دست (۱۳۵۶)
- جاهل و رقاصه (۱۳۵۵)
- رامشگر (۱۳۵۵)
- قادر (۱۳۵۵)
- جنجال (۱۳۵۴)
- عبور از مرز زندگی (۱۳۵۴)
- جوجه فکلی (۱۳۵۳)
- حسین آژدان (۱۳۵۳)
- گلنسا در پاریس (۱۳۵۳)
- بیگانه (۱۳۵۲)
- جعفر جنی و محبوبه‌اش (۱۳۵۲)
- قربون زن ایرونی (۱۳۵۲)
- معشوقه (۱۳۵۲)
- اعجوبه‌ها (۱۳۵۱)
- علی سورچی (۱۳۵۱)
- فاتح دل‌ها (۱۳۵۱)
- فرار از زندگی (۱۳۵۱)
- قایقرانان (۱۳۵۱)
- میخک سفید (۱۳۵۱)
- بده در راه خدا (۱۳۵۰)
- حقه بازان (۱۳۴۶)
- شوخی نکن دلخور میشم (۱۳۴۵)
- قفس طلائی (۱۳۴۵)
- کابوس (۱۳۴۵)
- مقصر پدرم بود (۱۳۴۵)
- پاسداران دریا (۱۳۴۴)
- تعقیب خطرناک (۱۳۴۳)
- جهنم زیر پای من (۱۳۴۳)
- شکوفه‌های امید (۱۳۴۳)
- پرتگاه مخوف (۱۳۴۲)
- خشم و فریاد (۱۳۴۲)
- زنگ‌های خطر (۱۳۴۲)